# Don't You Want Me
Don't You Want Me är en syntpoplåt från 1981 av den brittiska gruppen The Human League. Den var den fjärde singeln från albumet Dare och blev gruppens största hit. I England nådde den förstaplatsen på singellistan i december 1981 och låg kvar där i fem veckor. Tack vare musikvideokanalen MTV började den även klättra på den amerikanska singellistan och nådde förstaplatsen även där i juli 1982.
Texten är inspirerad av en tragisk kärlekshistoria som Philip Oakey läste i en tidskrift och handlar om en man som möter en barservitris. Den sjungs som en duett mellan Oakey och gruppens bakgrundssångerska Susanne Sulley.
Singeln har i Storbritannien sålts i mer än en och en halv miljon exemplar. År 2017 rapporterades den vara den 43:e mest sålda singeln genom tiderna i Storbritannien med drygt 1,7 miljoner sålda exemplar, inkluderat ett motsvarande antal strömningar.